# Moto Guzzi California
La Moto Guzzi California est une motocyclette de type cruiser produite depuis 1971.
Son style a particulièrement été influencé par le marché américain où le constructeur italien avait remporté un appel d'offres en consultation avec la division de la circulation du département de police de Los Angeles pour remplacer leurs Moto Guzzi V7 vieillissantes.
La Moto Guzzi 1400 California est la dernière évolution de ce modèle. Elle est dotée d'un moteur à quatre soupapes par cylindre et double allumage de 1 380 cm3 développant 96 ch. Elle consomme 8,2 L/100 km.

## Aspects techniques
Tous les modèles de California ont un moteur bicylindre en V refroidi par air et à transmission par arbre à cardan. Le style de ce modèle le place en concurrence avec les motocyclettes de type cruiser telles que certaines Harley-Davidson aux États-Unis.

## Versions
La California a connu six évolutions majeures :
- la V7 850 GT California ;
- la 850 T3 California ;
- la California II ;
- la California III ;
- la California EV 1100 ;
- la California 1400 Touring.